# Łoździeje
Łoździeje (lit. Lazdijai) – miasto na Litwie, na Pojezierzu Wschodniosuwalskim, nad Kirsną, w okręgu olickim, siedziba rejonu łoździejskiego.
Nazwa miasta wywodzi się od rzeki Lazda (dzisiejszej Raišupis).
Miasto królewskie położone było w końcu XVIII wieku w powiecie trockim województwa trockiego.

## Historia
Tereny te do 2 połowy XIII wieku należały do Jaćwingów, następnie, po zagładzie plemienia dokonanej przez Krzyżaków obszary te pokryły się puszczą. W XV wieku nastąpił ponowny napływ ludności. W 1560 roku król Zygmunt II August założył miasto. W 1597 roku Zygmunt III Waza nadał miastu prawo magdeburskie oraz herb przedstawiający złotego łosia na czerwonym polu z trzema skrzyżowanymi kluczami. Miasto królewskie w 1782 roku. Po III rozbiorze Polski w 1795 roku miasto znalazło się w zaborze pruskim, w 1807 w Księstwie Warszawskim, a w 1815 w Królestwie Kongresowym. Władze carskie odebrały prawa miejskie 31 maja 1870 w ramach represji po powstaniu styczniowym.
W latach 1857, 1879, 1922 i 1923 roku miasto było niszczone przez pożary. Podczas II wojny światowej zostało zburzone.
Za Królestwa Polskiego istniała wiejska gmina Łoździeje.
W okresie międzywojennym Łoździeje były centrum oświatowym regionu Dzukia. W latach 1928–1931 w mieście pracowała jako nauczycielka poetka litewska Salomėja Nėris.
Podczas okupacji hitlerowskiej, 15 września 1941 roku Litwini utworzyli getto dla żydowskich mieszkańców. Przebywało w nim około 1600 osób. 3 listopada 1941 roku Niemcy zlikwidowali getto, a Żydów zamordowano w okolicy getta. Z rozkazu Niemców Litwini zamordowali 1535 Żydów. 

## Zabytki
- Kościół katolicki pw. św. Anny(inne języki). Obecny kościół został zbudowany w latach 1894–1895 według projektu architekta Feliksa Lipskiego. Kościół został konsekrowany w 1898 roku przez biskupa sejeneńskiego Antoniego Baranowskiego. Kościół zbudowano w stylu romantycznym, łączącym w sobie cechy klasycystyczne i barokowe. We wnętrzu kościoła znajduje się zdobiona ambona. Ołtarze pochodzą z pracowni warszawskich.
- Pomnik poświęcony poległym za niepodległość Litwy w latach 1918–1920, przy placu Nepriklausomybės (Niepodległości).

## Komunikacja
Łoździeje nie posiadają stacji kolejowej (najbliższa znajduje się w miejscowości Szostaków) natomiast funkcjonuje tu komunikacja autobusowa obsługiwana przez takie firmy jak Lazdiju AP, Vilkaviskio AP, Kautra i TOKS. Miasto posiada bezpośrednie połączenia autobusowe z Wilnem, Kownem, Olitą, Mariampolem, Wiejsiejami, Druskienikami, Kalwarią, Simnem i Wyłkowyszkami.

## Miasta partnerskie
- Łuków

## Galeria

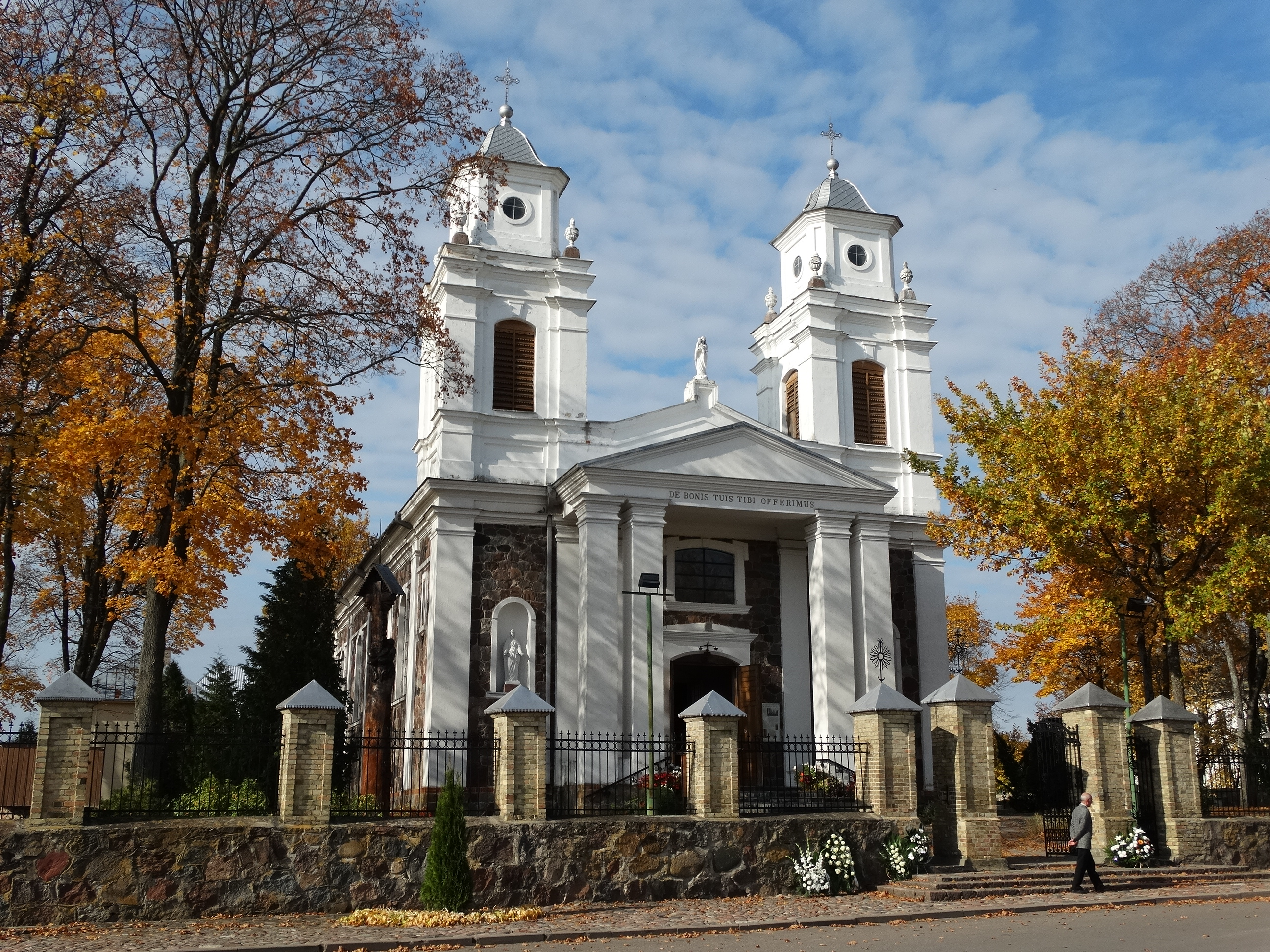
Kościół św. Anny
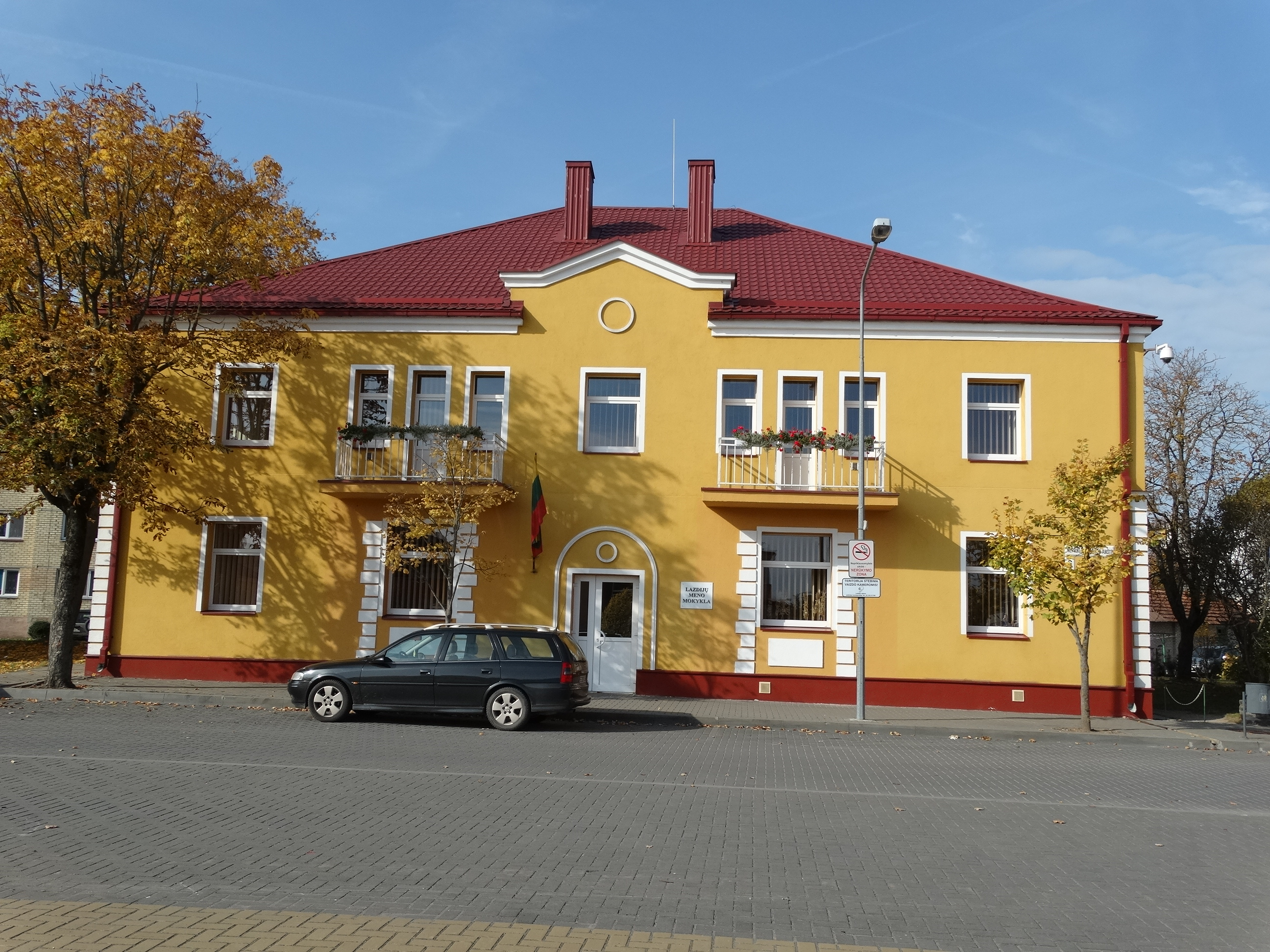
Szkoła artystyczna
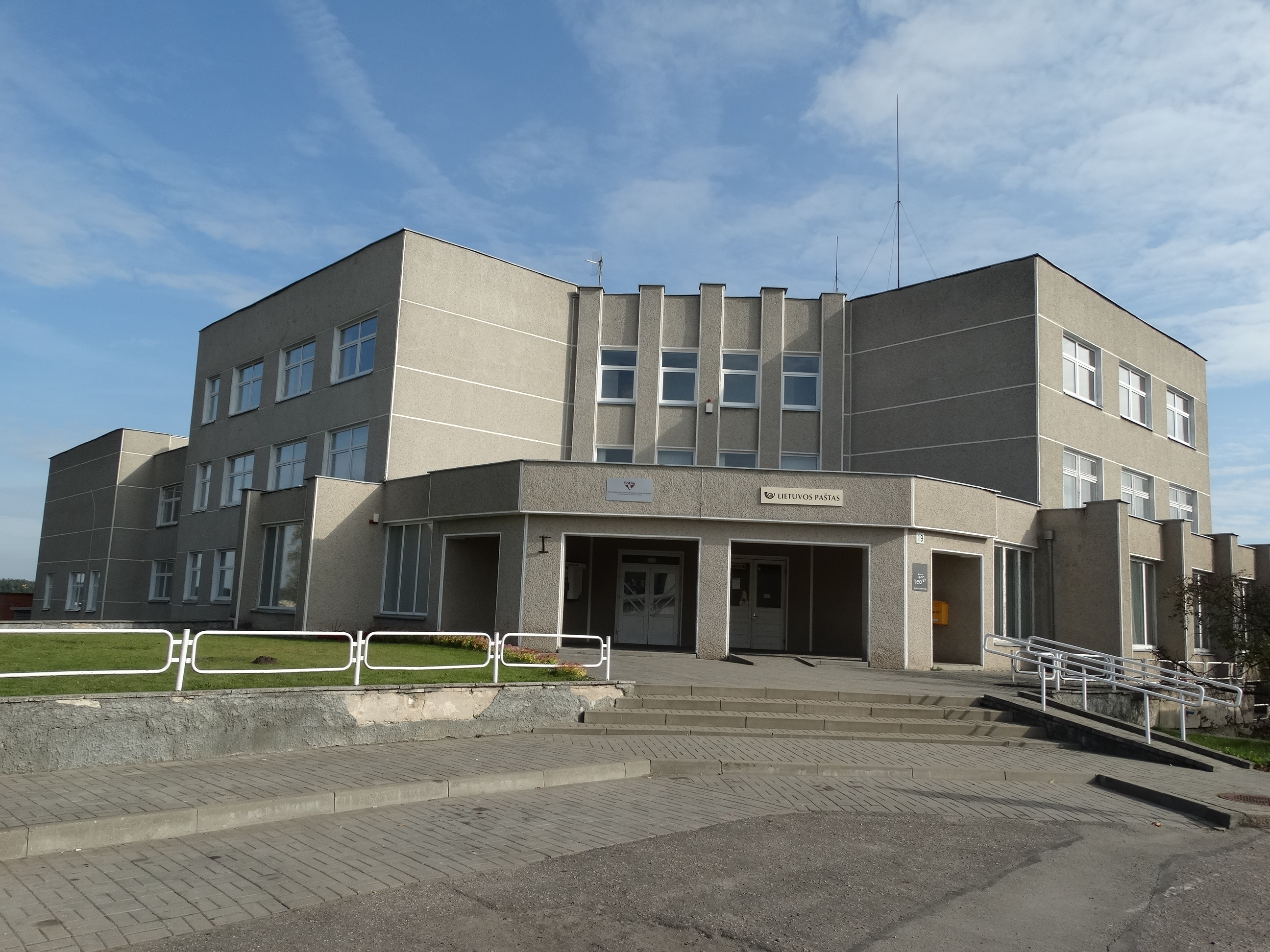
Poczta
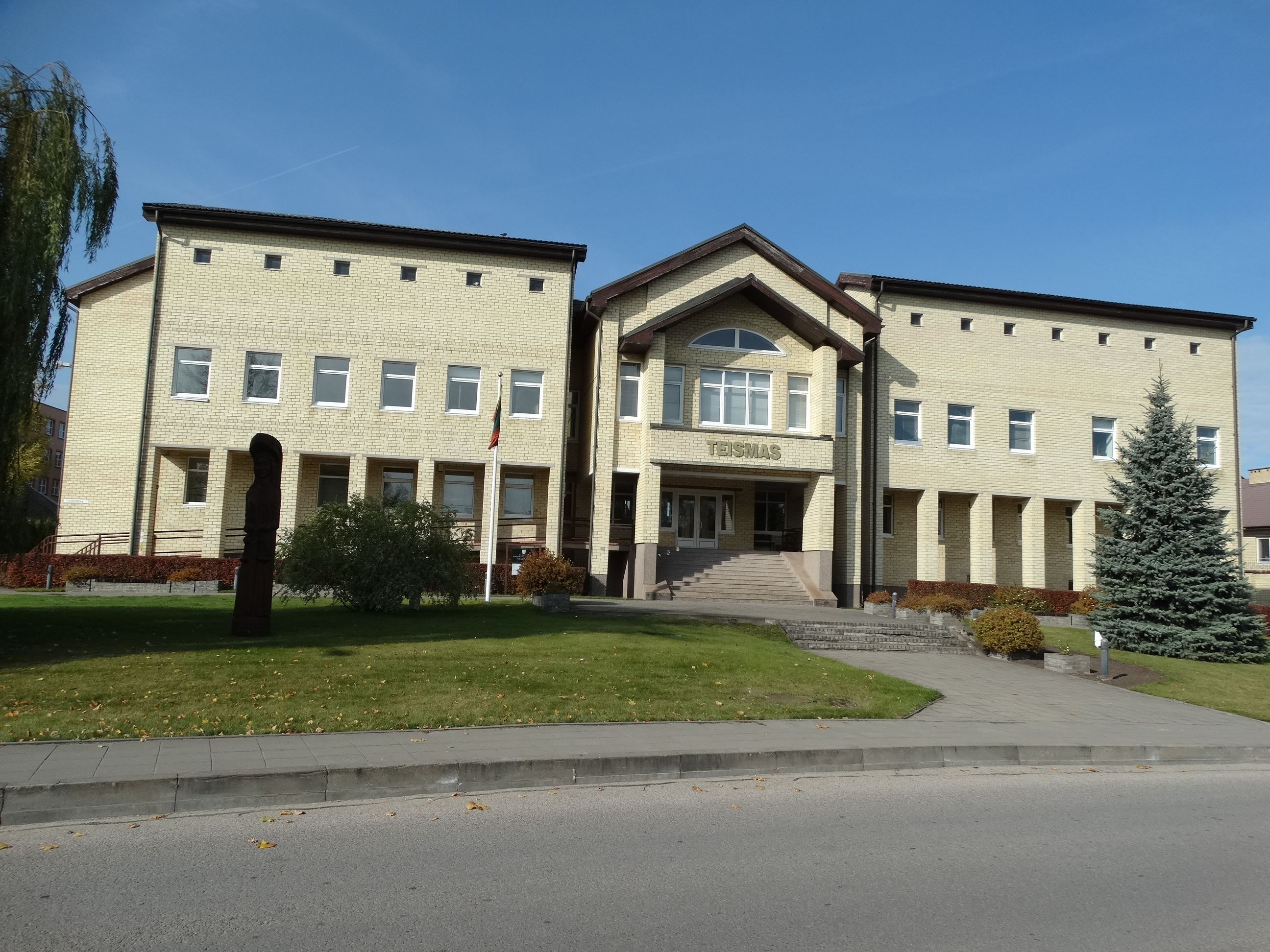
Sąd
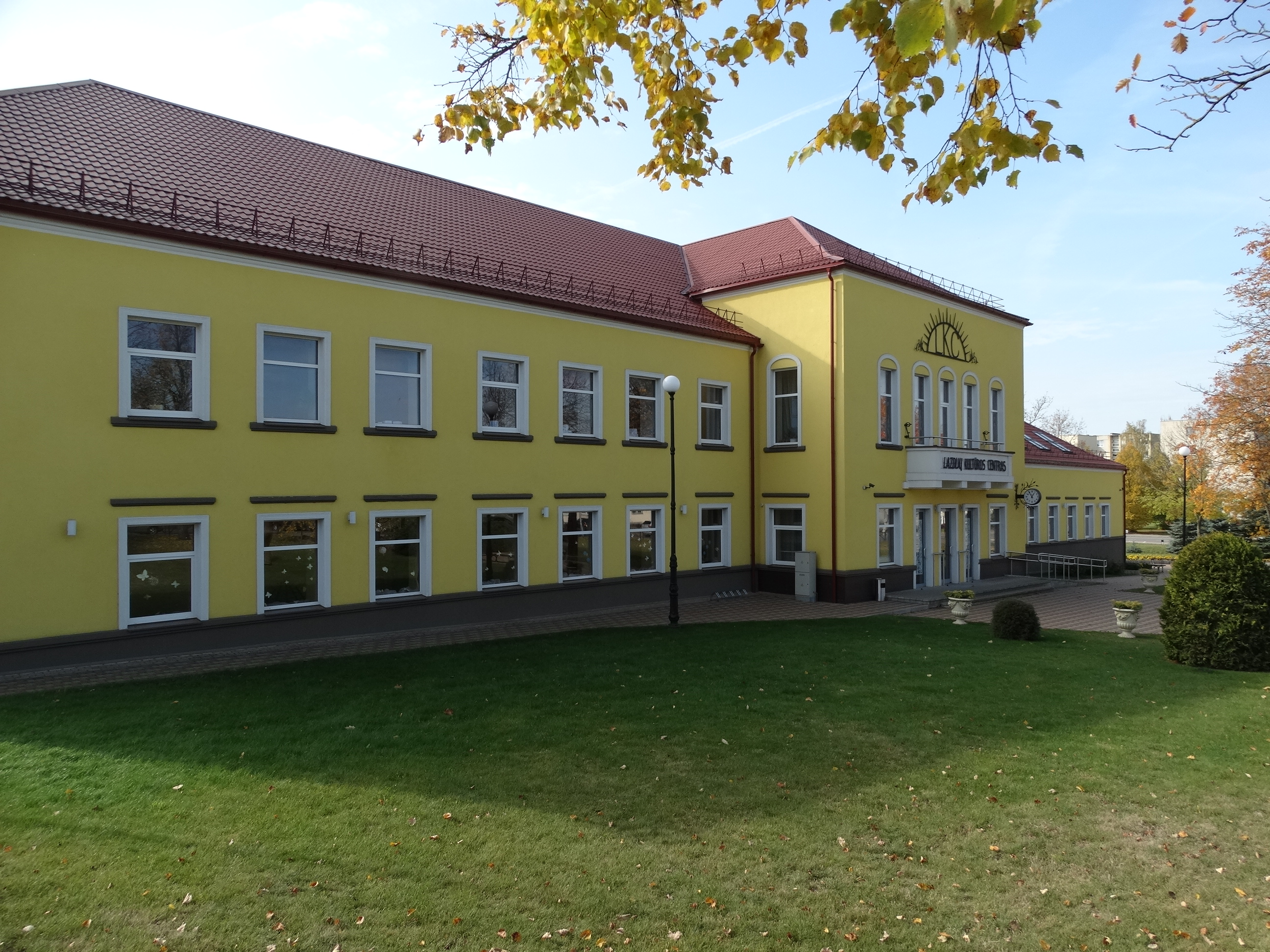
Centrum kultury